# Mieszko al IV-lea al Poloniei
Mieszko Picioare Zgomotoase (în poloneză: Mieszko I Plątonogi); (n. 1132 – d. 16 mai 1211, Cracovia, Regatul Poloniei⁠(d)) a fost Duce de Silezia din 1163 până în 1173 (împreună cu fratele său), Duce de Racibórz din 1173, Duce de Opole din 1202 și din 9 iunie 1210 până la moartea sa, Duce de Cracovia și Mare Duce de Polonia.
A fost al doilea fiu al lui Vladislav al II-lea Exilatul și a soției sale Agnes de Babenberg, fiica Margrafului Leopold al III-lea al Austriei și soră vitregă cu Regele Conrad al III-lea al Germaniei.

## Viața

### Exilul în Germania
Din 1146, după destituiea tatălui său, Mieszko și familia sa au trăit în orașul Altenburg în Saxonia, care a fost acordat ca o posesiune termporară lui Vladislav al II-lea Exilatul, de către cumnatul său, Regele Conrad al III-lea al Germaniei. În timpul său în exil, Mieszko a studiat în Michaelsberg și Bamberg.
Cu toate acestea, exilul lui Vladislav al II-lea presupus a fi temporar, a fost de fapt pentru totdeauna; a murit în Altenburg în 1159. Fiul său a continuat lupta pentru a recupera moștenirea lor, și în cele din urmă, trei ani mai târziu, datorită intervenției împăratului Frederick Barbarossa, Mieszko și fratele său mai mare, Boleslav I cel Înalt, s-au reîntors în Silezia.

### Duce de Racibórz
Mieszko și fratele său au condus împreună Ducatul Wrocław în perioada 1163 - 1173. La început, guvernarea lor nu s-a extins de-a lungul marilor orașe din Silezia, care au rămas sub conducerea lui Bolelsav al IV-lea cel Creț, Marele Duce al Ploniei în vremea aceea. Cei doi frați l-au recucerit în anul 1165, profitând de implicarea lui Boleslav într-o cruciadă împotriva prusacilor.
Cu toate acestea, curând, Mieszko a început eforturile sale de a obține propriul ducat, poate în parte pentru că fratele său mai mare, Boleslav, a preluat toată guvernarea în mâinile sale și i-a lăsat lui Mieszko o implicare mică. În 1172, Mieszko a început revolta împotriva fratelui său, fiind susținut de fiul cel mare a lui Boleslav, Jarosław, care a fost obligat să devină preot datorită intrigilor mamei sale vitrege, Cristina, care dorea ca fiii ei să fie singurii moștenitori. Rebeliunea a fost o surpriză totală pentru Boleslav, care a fost nevoit să fugă în Eufrat, Germania. Cu toate acestea, intervenția împăratului a favorizat întoarcerea lui Boleslav la scurt timp după aceea, dar a fost nevoit să dea propriile terenuri atât lui Mieszko (care a primit orașele Racibórz și Cieszyn) cât și lui Jarosław (care au primit Opole).

### Bytom și Oświęcim
În 1177, Mieszko l-a susținut pe unchiul său Mieszko al III-lea, care a fost nevoit să lupte pentru a menține stăpânirea asupra Ducatului de Cracovia; acest lucru a reînnoit disputele dintre el și Boleslav cel Înalt, care a dorit să obțină ducatul său și acest scop și Porvincia Seniorată. Boleslav a suferit o înfrângere neașteptată din partea lui Mieszko și a fiului său Jarosław, care l-au distras în avansarea sa spre Cracovia; în locul său a fost numit unchiul și aliatul său, Cazimir al II-lea cel Drept, care a capturat orașul și a fost proclamat noul Mare Duce al Poloniei.
Mieszko al III-lea cel Bătrân s-a trezit în exil la Racibórz, și părea că războiul dintre Mieszko Picioare Zgomotoase și Cazimir al II-lea era acum doar o chestiune de timp. Cazimir al II-lea a luat o rută diferită, în scopul de a câștiga favoarea Ducelui de Racibórz, predându-i orașele Bytom și Oświęcim (cu cetățile Oświęcim, Bytom, Mikołów, Siewierz și Pszczyna, desi unii istorici estimează că aceste cetăți i-au aparținut lui Mieszko numai până în 1179). Pe de altă parte, Boleslav cel Înalt a suferit o scădere a autorității sale, când a fost nevoit să dea regiunea Głogów, fratelui său mai tânăr, Conrad, care se întorsese recent din Germania și a susținut la rândul său că Silezia este moștenirea sa.  

### Bătălia de la Mozgawa
În 1195, Mieszko și nepotul său, Jarosław, l-au sprijinit de Mieszko al III-lea cel Bătrân, în noua sa încercare de a recupera Cracovia și Provincia Seniorată. Moartea lui Cazimir al II-lea cel Drept și minoritatea fiilor săi i-au oferit posibilitatea de a ataca și de a recâștiga controlul asupra Poloniei Mici. Cu toate acestea, Cracovia și nobilimea din Sandomierz, conduși de voievodul Nicolae, aveau alte planuri și au decis să-l susțină pe fiul cel mare a lui Cazimir al II-lea, Leszek I cel Alb. Ambele părți s-au ciocnit în sângeroasa bătălie de la Mozgawa, aproape de Jędrzejów (13 septembrie 1195), unde Mieszko al III-lea a fost grav rănit și fiul său, Boleslav de Kuyavia a murit. Trupele din Silezia, conduse de Mieszko și Jarosław, au ajuns pe câmpul de luptă prea târziu, la scurt timp după ce Mieszko al III-lea se retrăsese la Kalisz. În ciuda forțelor Contelui Palatin Goworek, care, de asemenea, venise să-l ajute pe Leszek, Silazienii au obținut o mare victorie, pentru că Mieszko al III-lea nu era prezent, această victorie aducându-le beneficii de prestigiu.

### Duce de Opole
La data de 22 martie 1201, Jarosław de Opole a murit. Ducatul Opole a fost moștenit de tatăl său, Boleslav cel Înalt, cu care se împăcase recent. Boleslav cel Înalt a murit nouă luni mai târziu (7 sau 8 decembrie 1201), lăsând toate terenurile sale celui mai mare fiu supraviețuitor, Henric I cel Bărbos.
Mieszko a fost determinat să obțină ducatul Opole și a început un atac la începutul anului 1202. Ducele a reușit să obțină ducatul. În ciuda victoriei, Mieszko a vrut mai multe proprietăți, însă acest lucru era împotriva voinței bisericii, care îl sprijinea puternic pe Henric I cel Bărbos. Datorită intervenției Arhiepiscopului de Gniezno, Henric Kietlicz și Episcopul de Wrocalw, Ciprian, Henric și-a menținut frontierele, însă a trebuit să plătească 1.000 de bucăți de argint susținătorilor săi.  

### Marele Ducel al Poloniei și moartea
La 9 iunie 1210, o Bulă Papală a fost declarată de Papa Inocențiu al III-lea, în care toți conducătorii Provinciei Seniorate (inclusiv Marele Duce Leszek cel Alb), au fost excomunicați și destituiți. Ciudat a fost faptul că în Bulă, un Duce anonim din Silezia (care nu putea fi decât Jenric I cel Bărbos, pentru că el folosea acest titlu) a fost exceptat din interdicție. Țara era consternată căci nimeni nu știa cine deține puterea reală.
Henric Kelicz (care se întorsese din exil cu ceva timp înainte), a decis să apeleze la Sinod în Borzykowa, încercând să găsească o soluție pentru această problemă delicată. La o convenție, în plus față de Ierarhia Bisericii, au participat Henric și ceilalți duci juniori. Leszek cel Alb, care dorea să-și asigure sprijinul bisericii, împreună cu a altor prinți din familia Piast, a oferit marele privilegiu, care asigura integritatea posesiunilor teritoriale a episcopilor (privilegiul nu a fost semnat de Henric și de Vladislav al IIIl-ea, însă au fost respectate prevederile stabilite acolo). Mieszko nu a fost prezent în Borzykowa; cu sprijinul familiei Gryfici, el a decis să conducă aramata și să mărșăluiască împotriva Cracoviei, unde confuzia între cetățeni i-au lăsat controlul total asupra capitalei, fără să fie nevoit să lupte. Acesta a fost apogeul carierei lui Mieszko: a murit la aproape un an mai târziu, la 16 mai 1211 și, potrivit lui Jan Długosz, a fost îngropat la Catedrala din Cracovia. Numai după moartea lui Mieszko, Leszek cel Alb a putut să revină la Cracovia, fără dificultăți majore.

## Căsătoria și copiii
În 1178, Mieszko s-a căsătorit cu Ludmilla, ale căror origini sunt necunoscute. Numele ei indică faptul că este de origine din Boemia, probabil un membru din Dinastia Přemyslid. Potrivit istoricilor, ea poate fi fiica lui Otto al III-lea Detleb, Duce de Olomouc, sau fiica Marelui Prinț Mstislav I al Kievului concepută cu a doua s-a soție, Liubava Dmitrievna. Cei doi au avut împreună cinci copii:
- Cazimir (n. ca. 1179/1180 - d. 13 mai 1230)
- Ludmilla (d. 24 ianuarie după 1200)
- Agnes (d. 9 mai după 1200)
- Euphrosyne (d. 25 mai după 1200)
- Ryksa (d. 24 septembrie după 1239)[4]